# Ösling

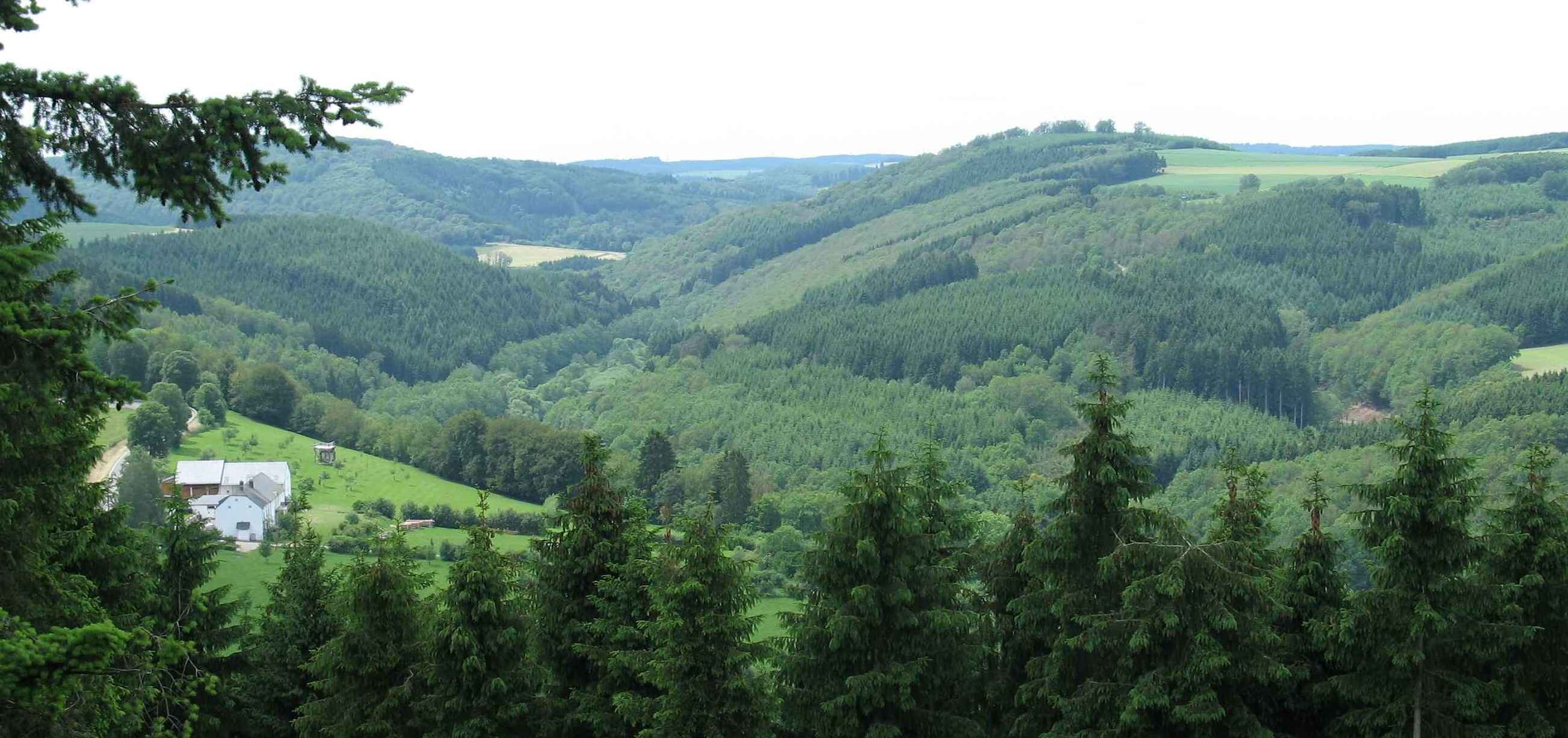
Ösling

Ösling (Frans: Oesling, Luxemburgs: Éislek) betreft het noordelijk deel van het Groothertogdom Luxemburg en wordt tot de Ardennen gerekend.
De Ösling ligt ongeveer tussen de 400 en 500 meter boven zeeniveau. Het gebied is eigenlijk een oostelijke (vandaar de naam) uitloper van de Ardennen en bestaat voornamelijk uit met bossen begroeide heuvels en rivierdalen. De belangrijkste rivier in de Ösling is de Sauer. De Kneiff in Huldange is met ruim 560 meter het hoogste punt van het Groothertogdom.
In de dunbevolkte Ösling liggen enkele kleine historische stadjes, zoals Vianden, Clervaux, Wiltz en Esch-sur-Sûre. Verder liggen er verspreid in het landschap verschillende burchten.
De Ösling beslaat ongeveer een derde deel van het land, maar telt iets minder dan 10% van de totale bevolking. Het zuidelijke deel van Luxemburg, het Gutland (goede land), kent een vruchtbaardere grond en is aanzienlijk dichter bevolkt.
In de Ösling liggen Natuurpark Boven-Sûre en Natuurpark Our.
De Nederlandse schrijver Willem Frederik Hermans promoveerde in 1955 cum laude op het proefschrift Description et genèse des dépôts meubles de surface et du relief de l'Oesling, over bodem en geomorfologie van de Ösling.